# Rektifikation

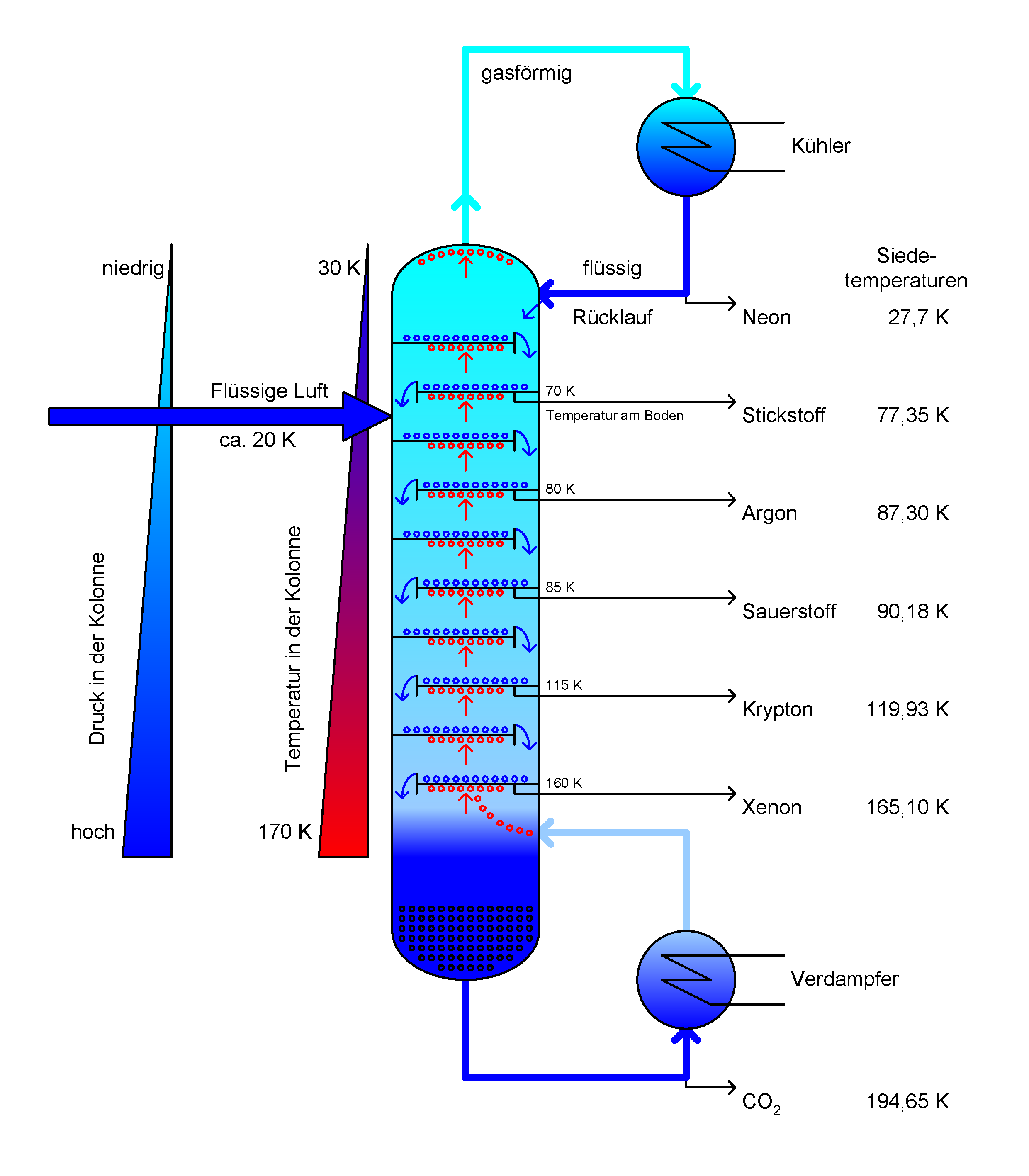
Principen för luftseparation med hjälp av en rektifieringskolonn

Rektifikation är en typ av fraktionerad destillation där den kondenserade vätskefasen ständigt rör sig motströms i förhållande till ångfasen. Metoden har stor betydelse och används t. ex. inom den petrokemiska industrin för att separera petroleumfraktioner.
I så kallade luftseparation efter Lindeprocessen, separeras den kondenserade luften genom rektifiering i dess komponenter. Härigenom kan kväve, syre och argon utvinnas från luften.